# Sträckreflexen
Sträckreflexen: med hjälp av sträckreflexen kan nervsystemet kontrollera skelettmusklernas längd. Denna kontroll är en förutsättning för både smidiga rörelser och förmågan att upprätthålla en viss kroppsställning. Detta kan ske tack vare muskelspolarna som känna av när en muskelns längd ändras. Deformeringen leder till depolarisering av nervändsluten när muskeln stäcks och därmed frekvens av nervimpulser i de sensoriska nervfibererna. I ryggmärgen bildar de sensoriska axonerna stimulerande synapser med motoriska nervceller som skickar tillbaka axoner till samma muskel. Sträckningen av muskeln leder därför automatiskt till att muskeln drar ihop sig till sin ursprungliga längd.